# Mix Masters: Final Force
Mix Masters: Final Force (coreano: 최강 합체 믹스마스터, Choegang Habche Migseumaseuteo) é uma série de anime sul-coreana e singapurense transmitida pela KBS, e a animação foi feita pelo estúdios Sunwoo Entertainment da Coreia do Sul e Sunwoo da Singapura na Ásia-Pacífico. Em Portugal o anime foi emitido pelo canal Panda Biggs dia 1 de abril de 2013.

## Enredo
Mix Masters Final Force é a segunda temporada de Mix Masters. Nesta história, Ditt se esquece de que ele era um Mix Master. Mas quando chega a hora de salvar o mundo mais uma vez, ele encontra novos amigos para ajudá-lo em sua batalha contra Eva e Babel, os dois novos antagonistas. Após a batalha, Ditt e seus amigos encontrar o verdadeiro antagonista da temporada, Red Knight. Eles descobrem que o Red Knight era uma vez um herói que não conseguiu resistir ao sabor do poder e decidiu escravizar Henches para obter mais poder. Ele acabou sendo escravizado por sua própria força do núcleo. Quando Ditt e seus companheiros finalmente derrotou eles pensaram que tinha acabado, mas eles tiveram que lidar com outra grande ameaça: Red Knight tinha um amigo chamado Blue Fox, também louco devido a sua busca louca pelo poder. Ele está tentando obter os Dark Mix Masters.

## Personagens
- Detroit : Angyeongjin
- Ray : Gangsujin
- Ahring : Yunmina
- Maureen : Baghuieun
- Chichi : Oinsil
- MIR : Ihyeonju
- Aengaeng, Eva : Yujiwon
- Ninom : Saseong-ung
- Babel : Igwangsu
- Bulg-eun Gisa : Namdohyeong

## Ligações Externas
- «Sítio oficial» (em coreano)
- Página de Mix Master Final Force no Biggs (em português)